# The Human Contradiction
The Human Contradiction es el cuarto álbum de estudio de la banda neerlandesa Delain. Fue lanzado el 4 de abril de 2014 en Europa y el 8 de abril de 2014 en América del Norte.
El álbum cuenta con las colaboraciones especiales de Alissa White-Gluz (Arch Enemy, ex-Agonist), Marco Hietala (Nightwish, Tarot) y George Oosthoek (ex-Orphanage).

## Estructura e inspiración
De acuerdo con la cantante Charlotte Wessels, el título del álbum fue inspirado en la trilogía de ciencia ficción Lilith's Brood de Octavia E. Butler. 'The Human Contradiction' (en español: la contradicción humana) se refiere a los humanos que en general son altamente inteligentes pero jerárquicamente organizados al mismo tiempo. Sin embargo, la temática de las canciones no fue influida por la trilogía de Lilith's Brood sino que retoma el tema de "ser diferente", retratado por Delain en su álbum anterior  We Are the Others. El álbum se poisicionó en el puesto 25 en los Official Album Charts de su país nativo, Países Bajos; así como en el número 44 en los Official Album Charts del Reino Unido.

## Recepción
Una revisión por parte de 10 escritores de Sonic Seductor, encontraron que The Human Contradiction era un álbum bien producido de gothic metal, orientado hacia el estilo de Within Temptation, pero carente de pasión. Un crítico para la revista Decibel, escribió que el álbum no contenía nada nuevo, pero estaba bien diseñado. De Acuerdo con Metal Hammer Alemania, The Human Contradiction , de hecho, era diferente a los otros trabajos de Delain en que contenía una menor cantidad de música lo que permitió a Charlotte Wessels mostrar el rango completo de su voz. El crítico señaló, sin embargo, que el álbum era "demasiado duro para un pop sofisticado, y demasiado superficial para la profundidad del rock." Matt Farrington para All About The Rock, dijo que sería bueno verlos arriesgarse "a traspasar las fronteras" y así ver qué más podrían ofrecer. Señaló que sería una tarea difícil para ellos ofrecer un mejor material que April Rain de 2009".

## Lista de canciones
Todas las letras escritas por Charlotte Wessels, toda la música compuesta por Guus Eikens, Charlotte Wessels y Martijn Westerholt (excepto en donde se indica). 
| The Human Contradiction |                                                            |          |  |
| N.º                     | Título                                                     | Duración |  |
| 1.                      | «Here Come the Vultures»                                   | 6:05     |  |
| 2.                      | «Your Body Is a Battleground» (featuring Marco Hietala)    | 3:50     |  |
| 3.                      | «Stardust»                                                 | 3:57     |  |
| 4.                      | «My Masquerade»                                            | 3:43     |  |
| 5.                      | «Tell Me, Mechanist» (featuring George Oosthoek)           | 4:52     |  |
| 6.                      | «Sing to Me» (featuring Marco Hietala)                     | 5:09     |  |
| 7.                      | «Army of Dolls»                                            | 4:57     |  |
| 8.                      | «Lullaby»                                                  | 4:56     |  |
| 9.                      | «The Tragedy of the Commons» (featuring Alissa White-Gluz) | 4:31     |  |
| 41:56                   |                                                            |          |  |

| Digipak bonus disc |                                                                                       |                                                     |          |  |
| N.º                | Título                                                                                | Escritor(es)                                        | Duración |  |
| 10.                | «Scarlet»                                                                             |                                                     | 4:36     |  |
| 11.                | «Don't Let Go»                                                                        |                                                     | 3:56     |  |
| 12.                | «My Masquerade» (Live from the My Masquerade concert, Haarlem 8 de noviembre de 2013) |                                                     | 5:02     |  |
| 13.                | «April Rain» (Live from the My Masquerade concert, Haarlem 8 de noviembre de 2013)    | Martijn Westerholt, Charlotte Wessels               | 4:45     |  |
| 14.                | «Go Away» (Live from the My Masquerade concert, Haarlem 8 de noviembre de 2013)       | Martijn Westerholt, Guus Eikens, Charlotte Wessels  | 3:42     |  |
| 15.                | «Sever» (Live from the My Masquerade concert, Haarlem 8 de noviembre de 2013)         | Martijn Westerholt                                  | 4:54     |  |
| 16.                | «Stay Forever» (Live from the My Masquerade concert, Haarlem 8 de noviembre de 2013)  | Martijn Westerholt, Ronald Landa, Charlotte Wessels | 4:31     |  |
| 17.                | «Sing to Me» (Orchestra version)                                                      |                                                     | 3:41     |  |
| 18.                | «Your Body Is a Battleground» (Orchestra version)                                     |                                                     | 3:20     |  |
| 38:32              |                                                                                       |                                                     |          |  |

## Personal

### Delain
- Charlotte Wessels - Voz
- Timo Somers - Guitarras
- Otto Schimmelpenninck van der Oije - Bajo
- Martijn Westerholt - Teclados, arreglos, productor
- Sander Zoer - Batería

### Músicos invitados
- Marco Hietala - voz limpia masculina (2, 6)
- George Oosthoek - voz gutural (5)
- Alissa White-Gluz - voz gutural & voz femenina limpia en lo coros (9)
- Georg Neuhauser - coros (9)
- Guus Eikens - guitarras adicionales
- Oliver Philipps - guitarras adicionales, arreglos, ingeniero (de voz)
- Mike Coolen, Ruben Israel - Percusiones adicionales
- Mikko P. Mustonen - Orquestación

### Producción
- Arno Krabman - Ingeniero en percusiones
- Ad Sluijter -
- Christian Moos - Ingeniero en guitarras, mezclas de soniso
- André Zoer - Ingeniero en las grabaciones en vivo
- Fredrik Nordström, Henrik Udd - Mezclas de sonido
- Ted Jensen - masterización en Sterling Sound, Nueva York
- Das Buro - Diseño y trabajo artístico
- Sandra Ludewig - Fotografía

## Posicionamiento
| Listas (2014)                           | Posición más alta |
| --------------------------------------- | ----------------- |
| Bélgica (Ultratop flamenca)             | 65                |
| Bélgica (Ultratop valona)               | 90                |
| Países Bajos (Album Top 100)            | 25                |
| Francia (SNEP)                          | 106               |
| Alemania (Media Control Charts)         | 40                |
| Japanese Albums (Oricon)                | 185               |
| Suiza (Schweizer Hitparade)             | 24                |
| Reino Unido (UK Albums Chart)           | 44                |
| UK Rock Chart (OCC)                     | 2                 |
| Estados Unidos (Top Heatseekers Albums) | 8                 |